# Іззет Джеласін
Іззе́т Джеласі́н (тур. İzzet Celasin, нар. 1958, Стамбул, Туреччина) — норвезький письменник турецького походження.

## Життєпис
Іззет Джеласін народився у 1958 році в Стамбулі, в Туреччині. Був лівим активістом. Після державного перевороту в Туреччині у 1980 році декілька років провів у в'язниці, після чого виїхав за межі країни та вирушив до Белграда, де комісія надала йому статус біженця. Він провів півтора року в транзитній зоні, а в грудні 1988 року йому дозволили переїхати до Норвегії, де він почав вивчати норвезьку мову. Коли він вирішив написати свій перший роман, то був здивований тим, що багатьох людей у Норвегії зацікавила тема турецького «покоління 78 року».
Перша книга Джеласіна «Чорне небо, чорне море» була написана норвезькою мовою та посіла одне з призових місць у конкурсі на найкращий політичний роман від данського видавництва Gyldendal. Події у романі починають розгортатися під час першотравневої демонстрації на площі Таксим у 1977 році. Джеласін зазначає, що тільки у цьому вступі книгу можна назвати автобіографічною.